# Portal de Berrós
El Portal de Berrós és una obra de Sort (Pallars Sobirà) inclosa a l'Inventari del Patrimoni Arquitectònic de Catalunya.

## Descripció
Antic portal del recinte emmurallat de la vila de Sort. Actualment resta el corredor que s'obre en un arc de mig punt format per dovelles de notables dimensions, molt ben tallades. Al pis superior hi ha un habitatge. A l'altre extrem del carrer Major existí fins no gaire anys un portal de característiques similars.